# Aleksandra Kolesnichenko
Aleksandra Kolesnichenko (engl. Transkription Alexandra Kolesnichenko; * 14. Dezember 1992 in Taschkent) ist eine ehemalige usbekische Tennisspielerin.

## Karriere
Kolesnichenko begann im Alter von sechs Jahren mit dem Tennissport und bevorzugt Hartplätze. Sie spielte vor allem Turniere der ITF Women’s World Tennis Tour, wo sie einen Titel im Doppel gewinnen konnte.
2007 gewann sie mit ihrer Partnerin Ljudmyla Kitschenok den Titel im Doppel des J1 Sarawak.
2008 trat sie sowohl im Juniorinneneinzel als auch im Juniorinnendoppel der French Open an, unterlag aber beide Male bereits in der ersten Runde. Im September stand sie mit ihrer Partnerin Albina Xabibulina das erste Mal im Doppelfinale eines mit 25.000 US-Dollar dotierten ITF-Turniers. Die beiden unterlagen aber Ima Bohusch und Lessja Zurenko mit 3:6 und 1:6.
2009 gewann sie mit Emily Webley-Smith ihren ersten und einzigen ITF-Doppeltitel in Neu-Delhi. Im September erhielt sie dann eine Wildcard für das Hauptfeld im Dameneinzel der Tashkent Open, ihrem ersten Turnier der WTA Tour. Sie unterlag in der ersten Runde Wesna Dolonz mit 1:6 und 1:6. 2010 erhielt sie eine Wildcard für die Qualifikation zu den Tashkent Open, wo sie knapp in drei Sätzen gegen Anastasiya Prenko verlor. Ende 2010 beendete sie ihre Karriere, trat aber im Juni 2014 nochmals für ein Doppel in der Türkei an.
Für die usbekische Fed-Cup-Mannschaft spielte Kolesnichenko 2009 zwei Doppel, die sie beide gewinnen konnte.

## Turniersiege

### Doppel
| Nr. | Datum          | Turnier   | Kategorie   | Belag     | Partnerin          | Finalgegnerinnen                        | Ergebnis |
| --- | -------------- | --------- | ----------- | --------- | ------------------ | --------------------------------------- | -------- |
| 1.  | 8. August 2009 | Neu-Delhi | ITF $10.000 | Hartplatz | Emily Webley-Smith | Ashmitha Easwaramurthi Dalila Jakupović | 6:2, 6:4 |